# Сара Енн Брайт
Сара Енн Брайт (1793—1866) — англійська художниця та фотографка ХІХ століття, яка створила найдавніші збережені фотографічні зображення, зроблені жінкою. Зображення, які вона виготовила, змогли приписати їй лише у 2015 році, коли її ініціали виявили на фотограмі, яку передали на аукціон Сотбі у Нью-Йорку.

## Життєпис
Брайт жила у Бристолі, Англія, була однією з дев'яти дітей Річарда Брайта (1754—1840) та Сари Гейвуд Брайт. Її батько був багатим купцем і банкіром, і цікавився наукою. 1823 року він був одним із засновників Бристольського інституту розвитку науки, літератури та мистецтв. Станом на літо 2015 року про життя Сари Енн Брайт мало що відомо.
Її роль піонерки фотографії виявили після того, як групу фотографій, знаних як Колекція Квіллана, виставили на продаж на аукціоні Сотбі у Нью-Йорку у 2008 році. Колекцію зібрав упродовж 1988—1990 рр. приватний торговець фотографіями Джил Кваша.

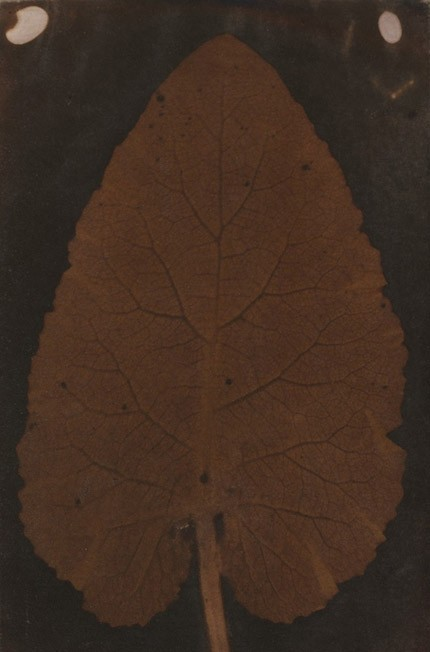
Лист Квіллана, авторства Сари Енн Брайт

Спочатку вважалося, що одну з фотографій у колекції, фотограму, знану зараз як ’’Листок Квіллана’’, створив Вільям Генрі Фокс Талбот, але коли експерт з життя Фокса Талбота Ларрі Шааф розглянув її, він заявив, що це точно не робота Талбота. Через деякі припущення щодо того, хто міг створити зображення, Сотбі вказав його в каталозі продажів у розділі «Невідомий фотограф». До каталогу входили три сторінки документації та примітки Шаафа.
На момент аукціону провенанс зображення походив від альбому, який спочатку належав Генрі Брайту з Хем Грін, Бристоль, Англія. Оригінальний альбом містив сім фотограм та кілька акварелей та малюнків, але на момент аукціону збереглися лише фотограми.
З правого боку на відбитку було чітко видно позначку «W», а також інші написи, які, здавалося, були ініціалами «H.B.». Уважно вивчивши друк, Шааф спочатку припустив, що «W» може бути ініціалом Томаса Веджвуда, і що друк, можливо, міг бути виготовлений ще в 1805 році. Виходячи з невизначеності щодо авторства та віку, Sotheby's вилучила друк із продажу в очікуванні подальших досліджень.
Шааф почав досліджувати можливі зв'язки з Генрі Брайтом та відомими фотографами в районі Бристоля. Він визначив, що «W» на відбитку було позначкою Вільяма Веста, людини, яка, як відомо, робила ранні фотопапери в Бристолі в 1839 році, фіксуючи тим самим дату друку. Подальші дослідження привели його до того, що він виявив, що ініціали «Н. В.» на друкованому листі насправді були буквами «S.A.B.», і що почерк відповідав ініціалам на акварелях, які створила Сара Енн Брайт. Шааф дійшов висновку, що Брайт є авторкою цього зображення, і оголосив про свої висновки на лекції в Університеті Лінкольна в червні 2015 року.